# Max Thorwesten
Max Thorwesten (* 13. April 1908 in Stein an der Donau; † 29. Oktober 1994 in Krems an der Donau) war ein österreichischer Politiker und Bürgermeister von Krems an der Donau in Niederösterreich.

## Leben
Thorwesten schloss das Studium der Rechtswissenschaft mit einem Doktorat ab und wurde im Jahr 1932 in den Dienst der damals noch selbständigen Stadt Stein an der Donau gestellt. Am 18. Mai 1938 beantragte er die Aufnahme in die NSDAP und wurde rückwirkend zum 1. Mai desselben Jahres aufgenommen (Mitgliedsnummer 6.179.977). Nach dem Zusammenschluss von Stein und Krems, an dem Thorwesten einen bedeutenden Anteil hatte, war er zwischen 1938 und 1943 Hauptamtlicher Bürgermeister der Stadt Krems und von 1959 bis 1968 Magistratsdirektor. Weiters war er zwischen 1967 und 1969 Vizebürgermeister sowie zwischen 1969 und 1976 Bürgermeister von Krems.
In Egelsee wurde die Dr.-Max-Thorwesten-Straße ⊙ nach ihm benannt.